# 采林山
46°53′39″N 12°57′04″E / 46.894199°N 12.951136°E

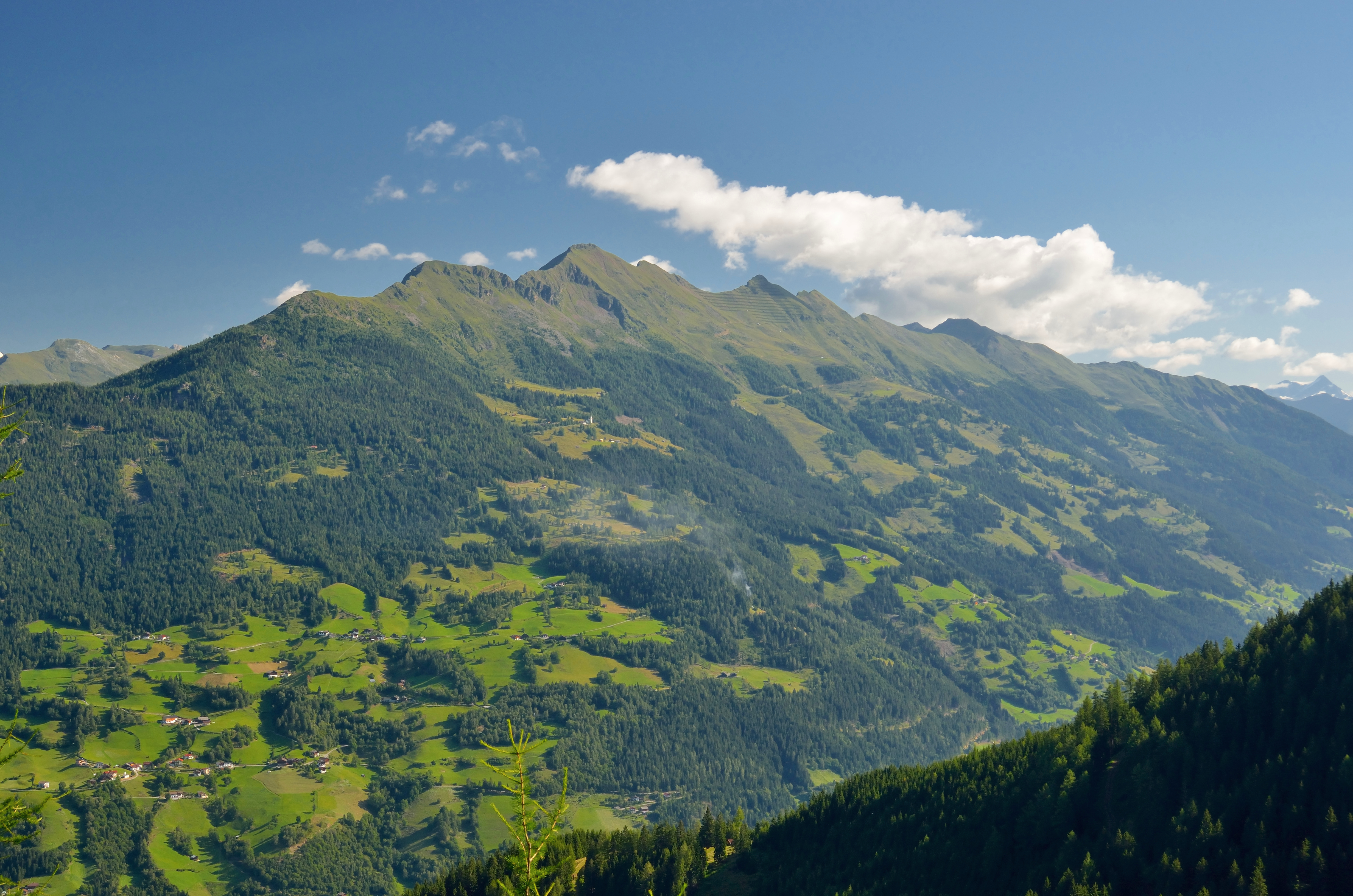

采林山（德語：Zellinkopf），是奧地利的山峰，位於該國南部，由克恩頓州負責管轄，屬於戈爾德貝格山脈的一部分，海拔高度2,597米，每年平均降雨量2,643毫米。